# Mátraverebély
Mátraverebély là một thị trấn thuộc hạt Nógrád, Hungary. Thị trấn này có diện tích 18,4 km², dân số năm 2010 là 2114 người, mật độ 115 người/km².